# Gmina Hammel
Gmina Hammel (duń. Hammel Kommune) – istniejąca w latach 1970–2006 gmina w Danii w  okręgu Århus Amt. 
Siedzibą władz gminy było miasto Hammel. 
Gmina Hammel została utworzona 1 kwietnia 1970 na mocy reformy podziału administracyjnego Danii. Po kolejnej reformie administracyjnej w roku 2007 weszła w skład nowej gminy Favrskov.

## Dane liczbowe
- Liczba ludności: (♀ 5377 + ♂ 5453) = 10 830
  - wiek 0-6: 9,4%
  - wiek 7-16: 13,8%
  - wiek 17-66: 63,9%
  - wiek 67+: 12,9%
- zagęszczenie ludności: 75,7 osób/km²
- bezrobocie: 3,5% osób w wieku 17-66 lat
- cudzoziemcy z UE, Skandynawii i USA: 78 na 10 000 osób
- cudzoziemcy z krajów Trzeciego Świata: 169 na 10 000 osób
- liczba szkół podstawowych: 3 (liczba klas: 68)